# Белая (приток Камчатки)
Белая (в верховьях Левая Белая, устар. — Канучь) — река на полуострове Камчатка в России, протекает по территории Усть-Камчатского района Камчатского края.
Длина реки — 63 км. Площадь водосборного бассейна насчитывает 562 км².
Начинается из ледника на склонах горы Чашаконджа. Берега поросли лесом из берёзы, тополя и лиственницы. Течёт в общем юго-восточном направлении. Впадает в реку Камчатка слева на расстоянии 174 км от устья.
В 1697 году вблизи устья Белой исследователь Камчатки Владимир Атласов поставил деревянный крест в ознаменование присоединения новых земель к России. В 1959 году у устья водрузили новый крест Атласова. По другой версии, первоначальный крест Атласова находился близ устья реки Половинная, которая в XIX веке сменила русло.

## Притоки
Основные притоки: Озёрная (пр), Рогатый (пр), Гыльляйнан (лв), Правая Белая (пр), Гэкэвэлан (лв).

## Данные водного реестра
По данным государственного водного реестра России относится к Анадыро-Колымскому бассейновому округу. Код объекта в государственном водном реестре — 19070000112120000016063